# Qin Shi Huang
(Qin Shi Huang)
Qin Shi Huangdi (秦始皇帝S, Qín Shǐ HuángdìP, Ch'in Shih-huangdiW, lett. "primo imperatore della dinastia Qin"; Handan, 259 a.C. – Shaqiu, 210 a.C.), nato con il nome di Yíng Zhèng (嬴政S), è considerato il primo imperatore della Cina, poiché fu il primo storico sovrano assoluto a fregiarsi di tale titolo, dopo aver riunificato nel 221 a.C. tutti i regni allora divisi sotto il suo dominio. La stessa parola "Cina" viene fatta generalmente risalire a "Qin" o "Ch'in". Qin Shi Huangdi è anche famoso per essere stato il committente dell'imponente esercito di terracotta, sepolto presso il suo enorme mausoleo, nonché l'iniziatore della Grande muraglia cinese.
Shi Huangdi lavorò anche con il famoso ministro Li Si per attuare importanti riforme economiche e politiche volte alla omogenizzazione delle diverse pratiche nei precedenti Stati cinesi. Si dice tradizionalmente che avesse bandito e bruciato molti libri e giustiziato diversi studiosi. I suoi progetti di opere pubbliche includevano non solo il suo Mausoleo e la Grande muraglia, ma anche un nuovo imponente sistema stradale nazionale.
Storicamente, è stato spesso ritratto come un sovrano tirannico e severo legalista, in parte dalle valutazioni aspre della dinastia Han su di lui. Dalla metà del 20º secolo, gli studiosi hanno iniziato a mettere in discussione questa valutazione, incitando una discussione considerevole sull'effettiva natura della sua politica e delle sue riforme. Indipendentemente da ciò, secondo il sinologo Michael Loewe "pochi contesterebbero l'opinione che i risultati del suo regno abbiano esercitato un'influenza fondamentale sull'intera storia successiva della Cina, segnando l'inizio di un'epoca che si è conclusa nel 1911".

## Biografia

Cartina geopolitica della Cina del III secolo a.C. con l'evoluzione delle campagne militari per dello stato di Qin per l'unificazione della cina.

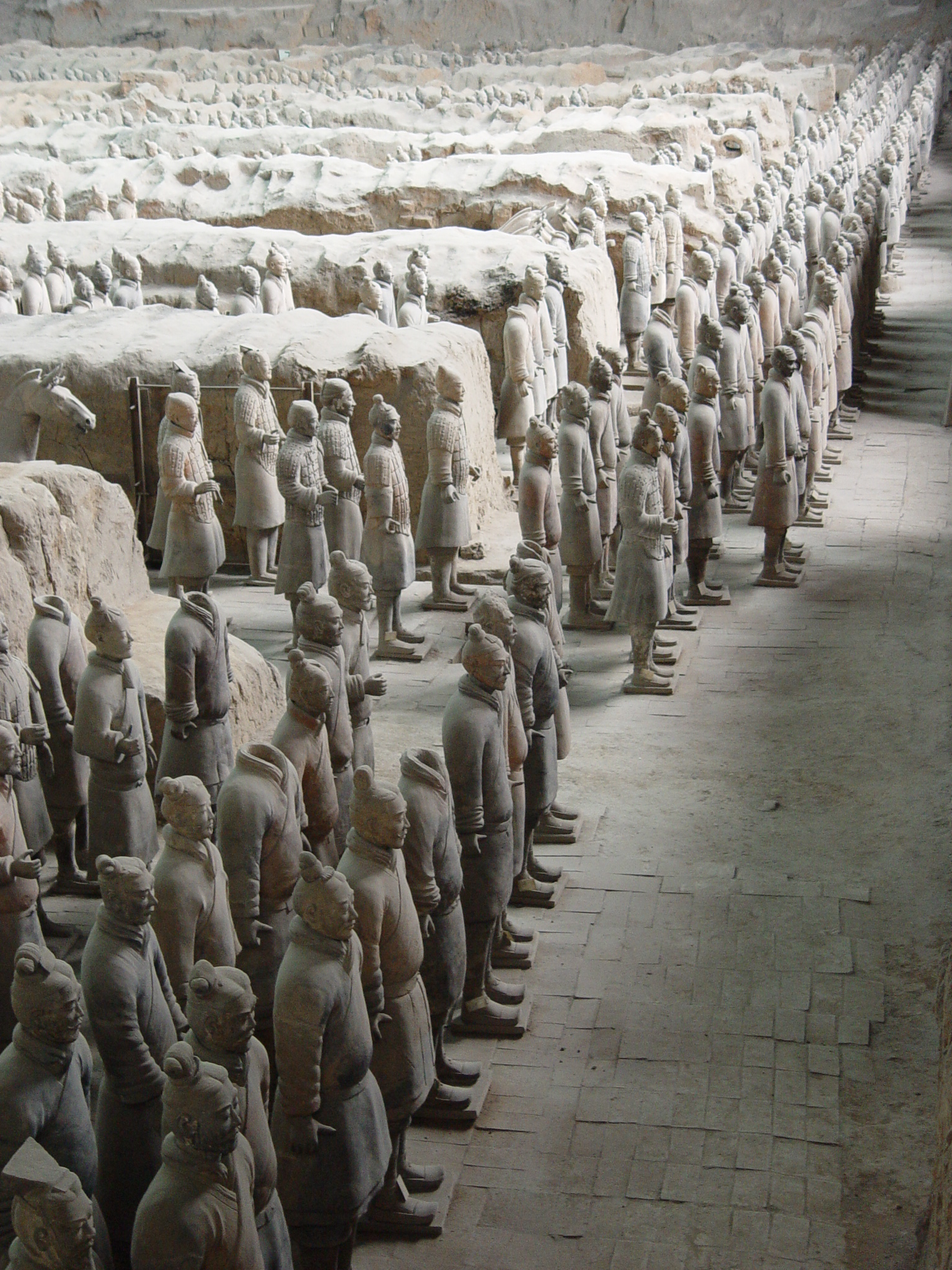
Tomba dell'Imperatore Qin Shi Huang (III secolo a.C.). Il primo imperatore della Cina unificata vi fece costruire un intero esercito di soldati di terracotta in assetto di guerra: seimila guerrieri a piedi e a cavallo a grandezza naturale, scolpiti ognuno con la propria fisionomia individuale.

Probabilmente figlio di Yíng Zǐchǔ (嬴子楚S) e della regina vedova Zhao (太后, nota anche come Zhao Ji 趙姬), nacque nel mese cinese zhēng (正S), il primo mese dell'anno nel calendario allora in uso, e fu perciò chiamato Zhèng (政S). L'epoca in cui nacque corrisponde all'ultima fase del periodo degli stati combattenti; dei molti staterelli in cui il Paese era diviso, ne sopravvivevano ormai solo una manciata, e di questi il regno di Qin era uno dei più potenti; per siglare le alleanze, tuttavia, era d'uso lasciare un membro della famiglia reale in ostaggio presso lo Stato alleato, e Zǐchǔ era ostaggio dello Stato di Zhao al momento della nascita di Zhèng, che perciò nacque nella capitale straniera, Handan.
Non molto tempo dopo Zǐchǔ riuscì a fuggire da Zhao con l'aiuto del ricco mercante Lü Buwei, in tempo per diventare il re Zhuangxiang di Qin (sebbene Zhuangxiang sia un nome postumo); Lü Buwei divenne il suo cancelliere. Secondo una tradizione molto nota Zhèng sarebbe stato figlio di Lü Buwei perché sua madre era già incinta quando sposò Zǐchǔ, ma la leggenda non ha fondamento storico, ed è probabilmente da attribuirsi a oppositori confuciani dell'imperatore.

### Ascesa al trono e governo
Dopo la morte del padre, il re Zhuangxiang, Zhèng ascese al trono nel 246 a.C., ma, avendo egli solo tredici anni, fu affiancato da un reggente, Lü Buwei, dalla cui custodia riuscì a liberarsi solo nel 235 a.C. con un colpo di Stato, a seguito di uno scandalo con la regina vedova Zhao. Zhao Chengjiao, il signore (长安君), era il fratellastro legittimo di Zhao Zheng, in quanto aveva stesso padre e madre diversa. Dopo che Zhao Zheng prese possesso del trono, Chengjiao si ribellò a Tunliu e si arrese allo stato di Zhao, e i suoi servitori e familiari vennero giustiziati dal fratellastro stesso. Una volta assunto il controllo dello Stato di Qin, il nuovo re mosse le sue armate contro gli altri stati cinesi, iniziando con lo Stato di Han, sul quale ebbe la meglio nel 230 a.C.; seguirono Wei (225 a.C.), Chu (223 a.C.), Zhao e Yan (222 a.C.), e infine Qi (221 a.C.).
(Frase di Shi Huangdi riportata da Sima Qian, nelle Memorie di uno storico)

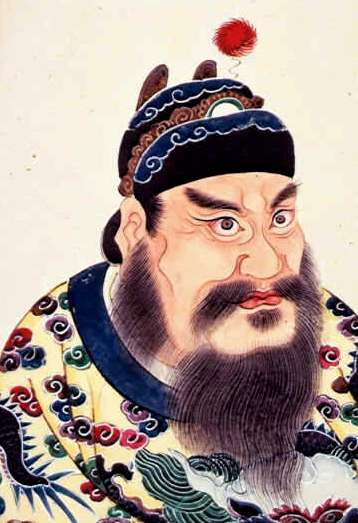
Ritratto di Qin Shi Huangdi, primo imperatore della dinastia Qin, da un album di ritratti sugli imperatori cinesi del XVIII secolo.

Nel 221 a.C., governando ormai l'intero territorio cinese, e desiderando di distinguere la sua posizione da quella di semplice re di Qin, forgiò per sé il titolo di huangdi (皇帝S, lett. ""augusto sovrano""), unendo i caratteri che indicavano i Tre augusti e cinque imperatori, sovrani mitologici del Paese unito. Si pose sullo stesso piano dei progenitori, evidenziando il fatto che non aveva bisogno della tradizione per legittimare il proprio dominio. Poiché il titolo di huangdi è generalmente tradotto come "imperatore", egli è conosciuto come il Primo Imperatore (in cinese Shi Huangdi); il suo successore avrebbe assunto il nome Er Shi Huangdi (imperatore della seconda generazione) e così via.
Dopo aver riunificato la Cina, l'imperatore si dedicò a rafforzare il suo dominio e la sua amministrazione da sovrano assoluto, affiancato dal suo ministro Li Si; non trascurò però l'aspetto militare, e condusse varie campagne contro le popolazioni nomadi che abitavano i confini del suo impero. L'odierno Guangdong, a Sud, fu annesso alla Cina per la prima volta, e gli Xiongnu a Nord-Ovest furono sconfitti; quest'ultima vittoria non fu però definitiva, e questa fu una delle cause che lo spinsero a collegare le varie mura erette durante il periodo degli stati combattenti in quello che divenne il primo nucleo della grande muraglia cinese, sebbene oggi resti ben poco delle mura dell'epoca.

### I quattro attentati falliti
Qin Shi Huang scampò a ben quattro attentati, il primo per mano di un cantore che tentò di colpire a morte l'imperatore con la sua cetra, riempita di piombo. Il citaredo fallì il colpo, e venne accecato e in un secondo tempo giustiziato.
Il secondo nel mezzo di un'imboscata quando era di ritorno da una spedizione in Manciuria e il terzo, invece, quando fu ferito da un suo rivale politico che lo stesso Qin aveva invitato alla corte. Egli si lanciò sull'imperatore intento ad ammirare uno dei regali offerti dall'ospite, ma invano, perché Qin fu più svelto a girarsi e lo ferì gravemente. In seguito l'attentatore fu giustiziato dalle guardie dell'imperatore.
Dopo quell'episodio Qin perse la fiducia in ognuno dei suoi cortigiani. Furono mandate a morte centinaia di persone sospettate che potessero aspirare a ucciderlo. Cinque anni dopo, egli fece giustiziare tutti gli abitanti di un piccolo centro abitato dell'Henan poiché rei per Qin di aver scritto su un meteorite precipitato pochi giorni prima, frasi ingiuriose contro di lui. Non essendo riuscito ad identificare l'esecutore di queste frasi, Qin condannò appunto a morte tutti gli abitanti del villaggio, dopo aver fatto distruggere il meteorite. 
Il quarto tentativo di assassinio fu per mezzo di un cono di metallo di notevoli dimensioni e peso scagliato, dall'alto di una collina, ad opera di due uomini ingaggiati da un aristocratico Han, contro uno dei due carri ufficiali dell'imperatore, che si rivelò essere quello sbagliato.

### Il sogno di immortalità e la morte

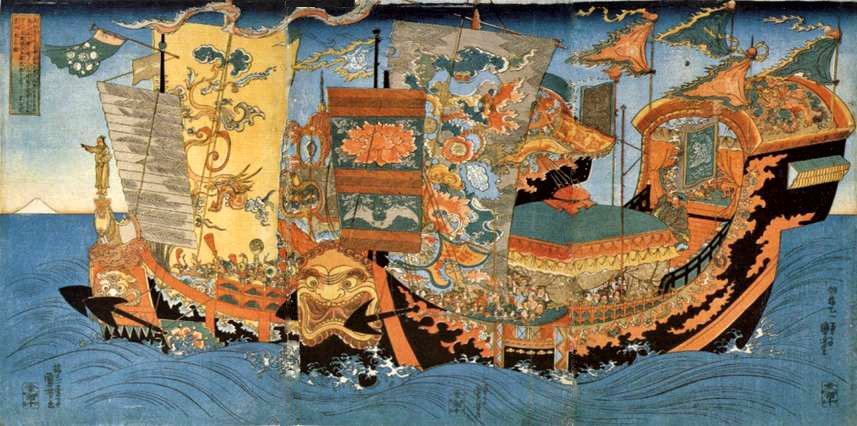
"Le grandi navi piene di ragazzi e ragazze inviate in cerca della medicina immortale (Hôraizan) dall'imperatore cinese Shih Huang Ti (Shikôtei), 219 aC circa". Un ukiyo-e del XIX secolo di Kuniyoshi raffigurante le navi della grande spedizione marittima insieme a Xu Fu inviata intorno al 219 a.C. dal primo imperatore cinese, Qin Shi Huang, per trovare la leggendaria casa degli immortali, il Monte Penglai, e recuperare l'elisir dell'immortalità.

Secondo una nota tradizione, nella sua vecchiaia l'imperatore divenne ossessionato dall'idea di ottenere l'immortalità; visitò tre volte l'isola di Zhifu, sulla quale si diceva esistesse una montagna dell'immortalità (la sua presenza sull'isola è confermata da due iscrizioni), e inviò uno degli isolani, Xu Fu, a cercare la leggendaria terra di Penglai, dove vivrebbero gli immortali; secondo la leggenda costui, avendo fallito nella sua missione, non tornò mai dall'imperatore, per timore della sua furia, e si stabilì invece in Giappone.
Nel 210 a.C., durante uno dei suoi numerosi viaggi per ispezionare l'efficienza dell'amministrazione imperiale, morì nel suo palazzo di Shaqiu. Secondo la leggenda, i suoi dottori avevano confezionato delle pillole che avrebbero dovuto renderlo finalmente immortale ma ironicamente queste contenevano mercurio e lo avvelenarono. Fu poi sepolto nell'enorme mausoleo che si era fatto costruire ad Est del monte Lishan, oggi patrimonio dell'umanità e famoso per l'imponente esercito di terracotta sepolto con l'imperatore. Ad oggi, gli archeologi cinesi non hanno ancora violato la tomba di Qin Shi Huang. Parimenti, non vi sono prove che razziatori di qualunque genere siano mai riusciti a fare lo stesso. Quindi il corpo di Qin Shi Huang giace indisturbato da più di 2000 anni nella sua tomba, mai esplorata.

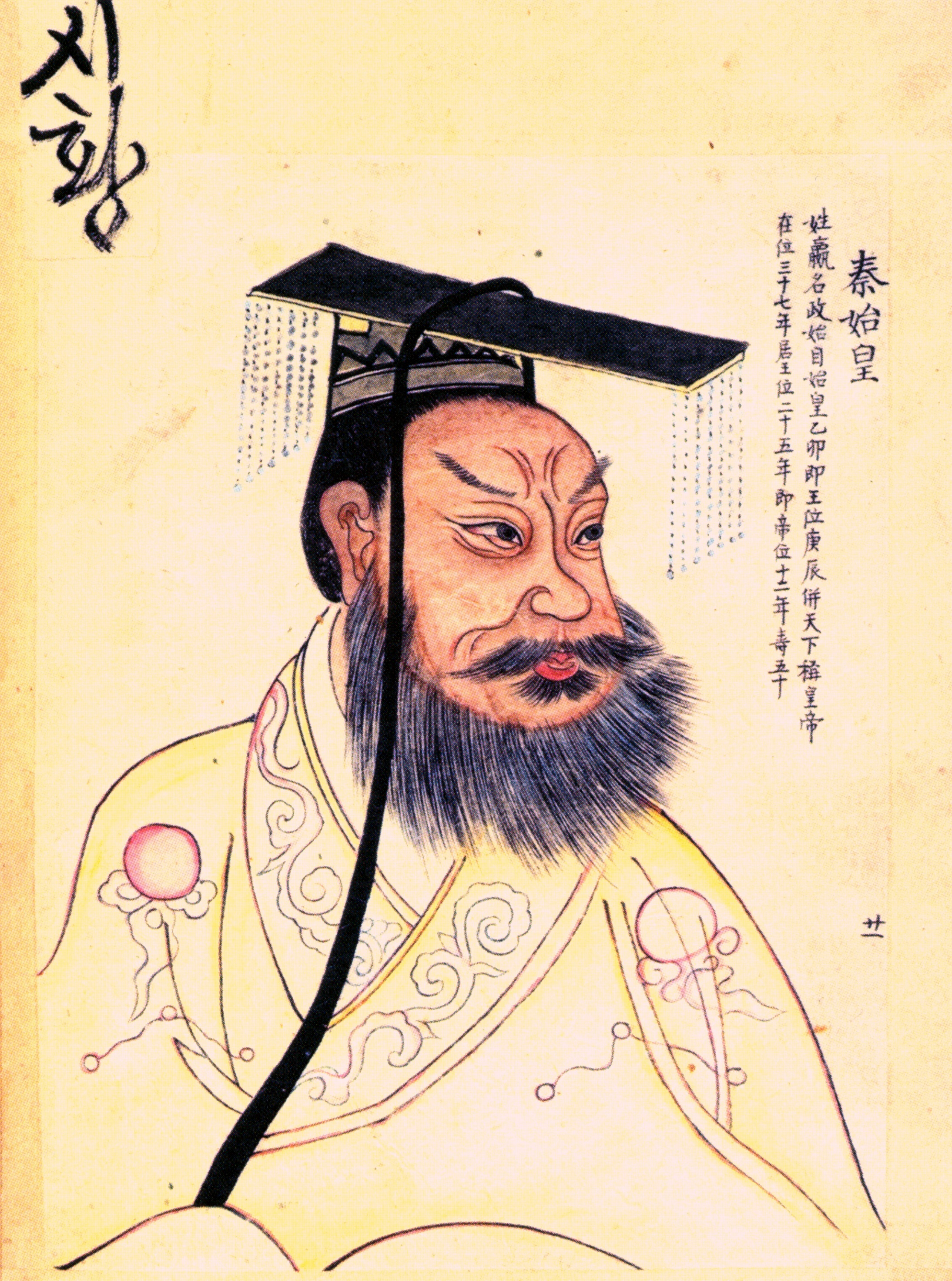
Qin Shi Huangdi al culmine del suo regno in un ritratto del XIX secolo, con colophon coreani, in un album che ritrae personaggi storici famosi. È una copia di un ritratto cinese del 1609.

Sempre secondo la leggenda, la morte dell'imperatore fu tenuta nascosta anche alla corte per volontà di Li Si, che aspettò di tornare nella capitale Xianyang prima di divulgare la notizia. Poiché l'imperatore non aveva nominato un erede, nei due mesi che impiegarono per arrivare a Xianyang coloro che erano al corrente della sua morte, cioè il suo primo ministro Li Si, il capo eunuco Zhao Gao e suo figlio Huhai, si accordarono per falsificare un testamento imperiale, mettendo Huhai sul trono (egli assunse poi il titolo di Er Shi Huangdi) e accusando ingiustamente il suo fratello maggiore e pretendente al trono, Fusu, che si suicidò.
Solo tre anni dopo la morte dell'imperatore la Cina ripiombò in una guerra civile, finché dopo cinque anni, nel 202 a.C., emerse la dinastia Han; poiché i nuovi imperatori adottarono anch'essi il titolo di huangdi, Shi Huangdi divenne noto come Qin Shi Huangdi, e successivamente Qin Shi Huang. Il di venne eliminato perché il titolo fu assimilato al nome imperiale, e generalmente i nomi cinesi sono composti al più di tre caratteri, uno per il cognome e uno o due per il nome; per lo stesso motivo il suo successore Qin Er Shi Huangdi è oggi noto come Qin Er Shi.

## Riforme

"Shǐ Huángdì" (Primo Imperatore) scritto in caratteri del piccolo sigillo.

Conquistata l'intera Cina, il Primo Imperatore si accinse a realizzare una serie di riforme che avrebbero lasciato un'impronta indelebile sulla successiva storia cinese. In quest'opera interagì col suo primo ministro Li Si, un legista allievo di Xunzi. La teorizzazione legista servì da supporto all'azione decisa e spietata del governo Qin.
Il primo decreto imperiale segnò l'abolizione del regime feudale, al fine di evitare il riproporsi di situazioni come il caos politico del periodo degli stati combattenti; l'impero fu diviso in 36 governatorati (郡T, jùnS), amministrati ciascuno da un governatore civile (守S, shōuP) e da un governatore militare (尉T, wèiS), entrambi di nomina imperiale. Il governatore civile era superiore a quello militare, ma veniva assegnato a un altro governatorato dopo alcuni anni per prevenire la ricostituzione di una base di potere di tipo feudale; inoltre in ogni governatorato veniva nominato un ispettore (監T, jiànS) con l'incarico di riferire all'imperatore sull'operato dei due governatori e di risolvere le eventuali dispute tra di essi. I governatorati erano poi divisi in distretti (县T, xiànS), anche questi retti da funzionari di nomina imperiale. Questa struttura amministrativa rappresentava in realtà poco più di un'estensione di quella già in vigore nello Stato di Qin, nel quale la struttura feudale era stata abolita nel IV secolo a.C., ma ebbe il merito di unificare politicamente e militarmente le conquiste e centralizzare il potere.
La capitale fu posta a Xianyang, vicino all'odierna Xi'an, già capitale di Qin e nella quale ordinò che si trasferissero tutti i membri delle precedenti famiglie reali, in modo che fosse possibile sorvegliarli e prevenire loro ribellioni.
Le unità di misura furono standardizzate, e in particolare fu uniformato lo scartamento assiale dei carri, in modo che questi fossero liberi di circolare agevolmente nelle nuove strade imperiali; fu creata infatti una vasta rete di strade e canali per agevolare il commercio, ma anche le marce militari verso le province più lontane. La moneta del regno di Qin fu imposta a tutto l'impero.
I caratteri di scrittura in uso nello Stato di Qin furono modificati e imposti a tutto l'impero unificando per la prima volta la scrittura cinese; lo stile è oggi detto del "piccolo sigillo" (小篆S, xiǎozhuànP), nome coniato durante la dinastia Han quando ormai veniva usato solo per fini decorativi, per distinguerlo dal "grande sigillo" (大篆T, dàzhuànS), nome che accomuna tutte le varianti regionali in uso sotto la dinastia Zhou: collettivamente sono noti come "scrittura del sigillo" (篆文T, zhuànwénS). Nel nuovo stile furono scritti editti e documenti ufficiali, anche al fine di portare il popolo a conoscenza dei nuovi caratteri: in particolare i famosi editti del monte Taishan, per annunciare al Cielo l'unificazione della Terra sotto un solo imperatore. I caratteri erano però difficili da scrivere, e si affermò popolarmente una variante informale che costituisce l'antenato dei caratteri degli Han (hanzi).
Nel 213 a.C., su consiglio di Li Si, allo scopo di eliminare ogni traccia della tradizione che potesse costituire una minaccia al suo mandato imperiale, attuò il rogo dei libri e sepoltura degli eruditi (cinese: 焚書坑儒; semplificato: 焚书坑儒; trascrizione pinyin: Fénshū Kēngrú), politica che durò fino al 206 a.C.; furono bruciati tutti gli antichi testi, fatta eccezione per quelli di argomento tecnico o scientifico e per gli annali dello Stato di Qin; questi ultimi furono però bruciati insieme all'archivio imperiale durante una delle numerose rivolte contro il suo successore Qin Er Shi. Al rogo dei libri si accompagnò poi una violenta persecuzione contro gli intellettuali, soprattutto di matrice confuciana, 460 dei quali furono sepolti vivi. Gli studiosi moderni paragonano il rogo dei libri alla Rivoluzione Culturale di Mao Zedong, dato anche un comune odio verso gli intellettuali dei due grandi personaggi della storia cinese. Il fatto è citato nel romanzo Auto da fé di Elias Canetti ove il sinologo Kien tiene un discorso a libri della sua biblioteca.

## Storiografia
Nella tradizione cinese il primo imperatore è generalmente descritto come un tiranno brutale, superstizioso, ossessionato dall'immortalità e terrorizzato dagli assassini, e spesso anche come un regnante mediocre. Non si sa quanto di tutto ciò sia vero, ma probabilmente i giudizi degli storici antichi sono offuscati dalla propaganda confuciana, che condannava l'imperatore per le sue persecuzioni contro di loro e per il suo supporto al legismo, corrente di pensiero che venne screditata durante la confuciana dinastia Han. Due testi di propaganda confuciana in tal senso sono i Dieci crimini di Qin, compilato da storici confuciani, e Le colpe di Qin (過秦論T), di Jia Yi, un testo ammirato come esempio di retorica e pensiero confuciano; in questo si sostiene come le cause del crollo della dinastia Qin fossero da attribuire al comportamento di Qin Shi Huang, che andò contro gli insegnamenti di Confucio, ricercando avidamente il potere e angustiando il popolo con leggi severe e opere imponenti, per la costruzione delle quali molti lavoratori sarebbero morti. Il fatto che il confucianesimo abbia dominato il pensiero cinese fino all'inizio dell'età contemporanea rende molto difficile distinguere la verità dalla leggenda.
Dopo la caduta della dinastia Qing la storiografia cinese cominciò a rivalutare la figura del primo imperatore; lo storico Xiao Yishan, legato al Kuomintang, ne elogiò l'aver protetto la Cina dai barbari con campagne militari e con la costruzione della grande muraglia. Nel 1941 Ma Feibai ne pubblicò una biografia revisionista intitolata Qin Shi Huangdi Zhuan (秦始皇帝傳T) in cui lo definiva "uno dei grandi eroi della storia cinese" e paragonava Chiang Kai-shek a lui, auspicando che questi realizzasse una nuova unificazione della Cina così come il primo imperatore aveva fatto.
Con la sconfitta del Kuomintang e l'ascesa al potere del Partito Comunista Cinese la sua figura fu nuovamente reinterpretata, stavolta da un punto di vista marxista; nella Storia completa della Cina, compilata nel 1955, la sua opera di unificazione e standardizzazione fu giudicata espressione degli interessi della nobiltà e dei mercanti, e la caduta della dinastia Qin conseguenza della lotta di classe, che non vide trionfare i contadini solo perché la rivolta si era compromessa con elementi della classe dirigente. Tuttavia, quando a Mao Zedong fu riferito di essere stato paragonato al primo imperatore, egli ribatté: «Egli seppellì vivi 460 studiosi; noi ne abbiamo sepolti vivi quarantaseimila... Voi [intellettuali] ci accusate di essere dei Qin Shi Huang. Vi sbagliate. Noi abbiamo sorpassato Qin Shi Huang di cento volte».
Nel 1972 però, l'interpretazione ufficiale cambiò nuovamente: Hong Shidi pubblicò una biografia dal titolo Qin Shi Huang, in cui il primo imperatore veniva descritto come un precursore della rivoluzione, che distrusse le forze che volevano il paese diviso e rifiutò il passato, senza temere di usare la forza per avere la meglio contro i reazionari come "l'industriale e mercante di schiavi" cancelliere Lü Buwei. Nel 1974 sulla rivista Bandiera Rossa Luo Siding diede seguito a questa interpretazione ascrivendo le colpe della caduta della dinastia Qin all'eccessiva tolleranza del primo imperatore, che non aveva imposto la "dittatura sui reazionari, fino al punto di permettere ad essi di farsi strada negli organi di autorità politica e usurpare posizioni importanti", come il capo eunuco Zhao Gao che si impadronì del potere con lo scopo di restaurare l'ordinamento feudale.

## Leggende
Racconta una leggenda che l'imperatore, recatosi sul monte Li Shan, dove si trovavano famose sorgenti termali, si imbatté in una bellissima divinità dei boschi e iniziò a corteggiarla. Lei, offesa, gli sputò in viso. Da quel giorno il corpo di Qin si coprì di piaghe che non guarivano in nessun modo. L'imperatore disperato tornò sul monte per chiedere scusa alla divinità. Lei lo perdonò e gli permise di fare un bagno nelle terme ai piedi del monte. Allora le sue piaghe finalmente guarirono.

## Influenza nella cultura di massa

### Letteratura
- Fausta Rita Sardi, Qin Shi Huang - L'imperatore che creò la Cina, I Grandi della Storia, Gruppo editoriale Raffaello, 2003, ISBN 978-88-472-1944-1.

### Cartoni animati
- L'episodio 34 della serie televisiva Filmation's Ghostbusters è incentrato sulla sua tomba e sul suo esercito di terracotta.
- La serie animata Kingdom, adattata dall'omonimo fumetto, è ispirata e incentrata sulle vicende dell'imperatore quando ancora si chiamava Yìng Zhèng.
- L'episodio L'armata di pietra, della serie animata Martin Mystere, parla di come un mago cinese che vuole riportare in vita il primo imperatore e la sua armata di terracotta.

### Film
- Appare nel film La mummia - La tomba dell'Imperatore Dragone interpretato dall'attore Jet Li come antagonista principale. Nel film viene soprannominato L'imperatore Dragone e viene maledetto insieme al suo esercito in uno stato di non-morto per l'eternità. Si risveglia nel 1946 per merito di un'organizzazione devota a lui.
- Il film Hero racconta di un tentato assassinio ai danni del Re di Qin (interpretato da Daoming Chen), compiuto da un guerriero senza nome (di nuovo Jet Li, ma stavolta nei panni del protagonista); alla fine si accenna all'opera e ai risultati positivi del futuro imperatore, mentre durante lo svolgimento della pellicola viene mostrato il contrasto tra le brutali azioni intraprese dal re e la loro necessità per unificare il paese.
- Il primo Imperatore: l'uomo che creò la Cina, sceneggiato di Superquark.

### Videogiochi
- Appare nella serie di strategia a turni 4X Civilization, come uno dei leader della civiltà cinese, e più di preciso come uno dei due leader della suddetta civiltà in Civilization IV (l'altro è Mao Ze Dong), e come il leader della suddetta civiltà in Civilization VI.
- La sua tomba appare nel videogioco Indiana Jones e la tomba dell'imperatore.

### Anime e manga
- Nel manga di Record of Ragnarok, Qin Shi Huang è uno degli umani che combattono al torneo del Ragnarǫk, affrontando Ade, il dio dell’oltretomba.
- Nel manga e anime di Kingdom, Qin Shi Huang è rappresentato dal personaggio Ei Sei.